# Clément Michelin
Clement Michelin (Montauban, 11 maggio 1997) è un calciatore francese, difensore del Racing Santander.

## Carriera

### Club
Cresciuto nelle giovanili del Tolosa, Michelin debutta in Ligue 1 il 20 settembre 2016 contro il Lilla subentrando al posto di Issiaga Sylla.

### Nazionale
Michelin vince con la nazionale Under-19 francese il Campionato europeo 2016 di categoria, risultando decisivo avendo segnato tre reti in 4 presenze durante la competizione.
Viene inserito tra i 23 giocatori selezionati dal CT Ludovic Batelli in occasione dei Mondiali di categoria in Corea del Sud.Il 22 maggio 2017 esordisce nella rassegna iridata contro l'Honduras giocando la partita per tutti i 90 minuti.

## Statistiche

### Presenze e reti nei club
Statistiche aggiornate al 31 ottobre 2023
| Stagione             | Squadra         | Campionato      | Campionato | Campionato | Coppa nazionale | Coppa nazionale | Coppa nazionale | Coppe continentali | Coppe continentali | Coppe continentali | Altre coppe | Altre coppe | Altre coppe | Totale | Totale |
| Stagione             | Squadra         | Comp            | Pres       | Reti       | Comp            | Pres            | Reti            | Comp               | Pres               | Reti               | Comp        | Pres        | Reti        | Pres   | Reti   |
| -------------------- | --------------- | --------------- | ---------- | ---------- | --------------- | --------------- | --------------- | ------------------ | ------------------ | ------------------ | ----------- | ----------- | ----------- | ------ | ------ |
| 2016-2017            | Tolosa          | L1              | 8          | 0          | CF+CdL          | 1+1             | 0               |                    | -                  | -                  |             | -           | -           | 10     | 0      |
| 2017-2018            | Tolosa          | L1              | 7          | 0          | CF+CdL          | 1+2             | 0               |                    | -                  | -                  |             | -           | -           | 10     | 0      |
| ago. 2018            | Tolosa          | L1              | 1          | 0          | CF+CdL          | -               | -               |                    | -                  | -                  |             | -           | -           | 1      | 0      |
| Totale Tolosa        | Totale Tolosa   | Totale Tolosa   | 16         | 0          |                 | 5               | 0               |                    | -                  | -                  |             | -           | -           | 21     | 0      |
| sett. 2018-giu. 2019 | Ajaccio         | L2              | 14         | 0          | CF              | 1               | 0               |                    | -                  | -                  |             | -           | -           | 15     | 0      |
| 2019-2020            | Lens            | L2              | 25         | 1          | CF+CdL          | 1+0             | 0               |                    | -                  | -                  |             | -           | -           | 26     | 1      |
| 2020-2021            | Lens            | L1              | 26         | 0          | CF              | 2               | 0               |                    | -                  | -                  |             | -           | -           | 28     | 0      |
| Totale Lens          | Totale Lens     | Totale Lens     | 51         | 1          |                 | 3               | 0               |                    | -                  | -                  |             | -           | -           | 54     | 1      |
| 2021-2022            | AEK Atene       | SL              | 19+4       | 0          | CG              | 1               | 0               |                    | -                  | -                  |             | -           | -           | 24     | 0      |
| 2022-2023            | Bordeaux        | L2              | 24         | 0          | CF              | 3               | 0               |                    | -                  | -                  |             | -           | -           | 27     | 0      |
| 2023-2024            | Bordeaux        | L2              | 11         | 0          | CF              | -               | -               |                    | -                  | -                  |             | -           | -           | 11     | 0      |
| Totale Bordeaux      | Totale Bordeaux | Totale Bordeaux | 35         | 0          |                 | 3               | 0               |                    | -                  | -                  |             | -           | -           | 38     | 0      |
| Totale carriera      | Totale carriera | Totale carriera | 139        | 1          |                 | 13              | 0               |                    | -                  | -                  |             | -           | -           | 152    | 1      |

## Palmarès

### Nazionale
- Campionato d'Europa Under-19: 1

Germania 2016